# Biskopskulla kyrka
Biskopskulla kyrka är församlingskyrka i Lagunda församling. Den ligger i Örsundaåns dalgång ungefär en mil norr om Enköping.

## Historik
Redan 1185 ägde biskopen mark i det som då kallades Collum, redan på medeltiden blev namnet Biskopskulla för att skilja det främst från (Bond-)Kulla i samma härad och från det sedan 1885  särbenämnda Roslags-Kulla i samma stift. Biskopskulla är en romansk kyrka och tillkom alltså under 1100-talet och 1200-talets första hälft. Senare har det tillkommit tillbyggnader. Tornet byggdes kring 1200 och själva kyrkan vid slutet av 1100-talet. Man vet inte, men det finns spekulationer på att kyrkan är privatbyggd.
Murarna är i huvudsak av natursten. Inslag av tegel förekommer på murkrön och i koret. Kyrkan består av ett rektangulärt långhus med ett lika brett, rakavslutat kor, vidbyggd sakristia i norr samt vapenhus i söder med ingång. I väster står ett torn med avtäckning i form av en huv med lanternin. Alla tak är spåntäckta, tornavtäckningen och de valmade sadeltaken. De äldsta delarna av kyrkan kan härröra från 1100-talet. De återfinns i långhusets västparti och utgör inre delarna av norra långmuren samt skiljemuren mot tornet. Omkring år 1200 byggdes tornet, huvudparten av nuvarande långhusmurarna samt ett smalare kor, av vilka norra och södra murarna ännu är synliga invändigt Någon gång under folkungatiden, 1250–1350, revs korets östmur, kyrkan förlängdes mot öster och erhöll det nuvarande koret med rak östmur. Här stod nu en salkyrka. Samtidigt byggdes den tunnvälvda sakristian. Vapenhuset tillhör troligen 1400-talets andra hälft. Under samma period slogs ribbvalv i alla utrymmen förutom i sakristian som bibehöll tunnvalvet.
Vid 1400-talets mitt dekorerades valv och murar i kor och långhus med kalkmålningar, som hänförts till den s.k. Strängnäs- eller Mälardalsskolan. Enligt en avbildning från 1600-talet hade kyrkan då ett enkelt sadeltak. På bilden återfinns även de tre strävpelare som stöder koret i öster och som anses ha byggts tidigast under 1500-talet för att motverka skadorna av sättningar i murarna. Vid en renovering 1741 fick kyrkan sin nuvarande exteriör med valmade sadeltak och en förhöjning av tornet som täcktes med den svängda huven. En genomgripande renovering 1954–55 innebar bl.a. golvomläggning, insättande av ett nytt altare och ny bänkinredning. Nu framtogs även de medeltida kalkmålningarna, som varit överkalkade. Idag finns visa synliga medan många fortfarande saknas. Vid renoveringen uppsattes även ny altarprydnad, ett enkelt kors av ek. Kyrkomuren renoverades senast 2007–2008

## Orgel
- 1827 köptes en orgel från Järlåsa. Den var byggd 1775 av orgelbyggaren Falker. 1869 hade kyrkan en orgel med 8 stämmor, byggd 1751 av Carl Holm, Uppsala.
- Den nuvarande orgeln byggdes 1870 av P L Åkerman & Lunds Orgelfabrik, Stockholm. Orgeln är mekanisk med slejflåda. Den har ett tonomfång på 54/20. Fasaden är samtida med orgeln. Orgeln står på ett lågt podium i västra delen av kyrkan.

| Manual              | Pedal   | Koppel |
| Bordun 16' B/D      | Bihängd | Man 4' |
| Principal 8'        |         |        |
| Flûte Harmonique 8' |         |        |
| Salicional 8'       |         |        |
| Rörflöjt 8'         |         |        |
| Octava 4'           |         |        |